# Brachycorythis menglianensis
Brachycorythis menglianensis là một loài thực vật có hoa trong họ Lan. Loài này được Y.Y.Qian mô tả khoa học đầu tiên năm 2001.